# Cuphea vargasii
Cuphea vargasii är en fackelblomsväxtart som beskrevs av Macbride. Cuphea vargasii ingår i släktet blossblommor, och familjen fackelblomsväxter. Inga underarter finns listade i Catalogue of Life.